# Mateo de París
Mateo de París (en latín: Matthæus Parisiensis; ca. 1200 - 1259) fue un monje benedictino e historiador inglés, que vivió en la abadía de St Albans en Hertfordshire.
A pesar de su nombre y de su conocimiento del francés, nació en Inglaterra, aunque quizá estudió en París.

Continuó la redacción de la Chronica Majora, donde da una visión negativa de la política regia, mientras que en su obra abreviada, la Historia Anglorum (escrita hacia 1253), los pasajes críticos fueron expurgados. Fue un vehemente defensor de las órdenes monásticas frente al clero secular y a los mendicantes. También resulta llamativa la franqueza con la que critica a la corte pontificia.

## Galería de imágenes

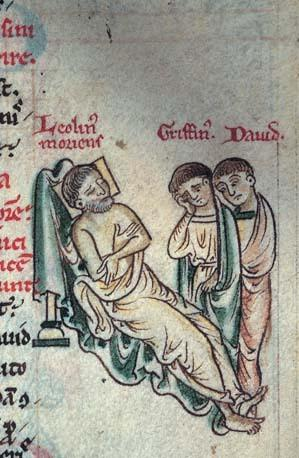
Llywelyn el Grande con sus hijos Gruffydd y Dafydd, c. 1259
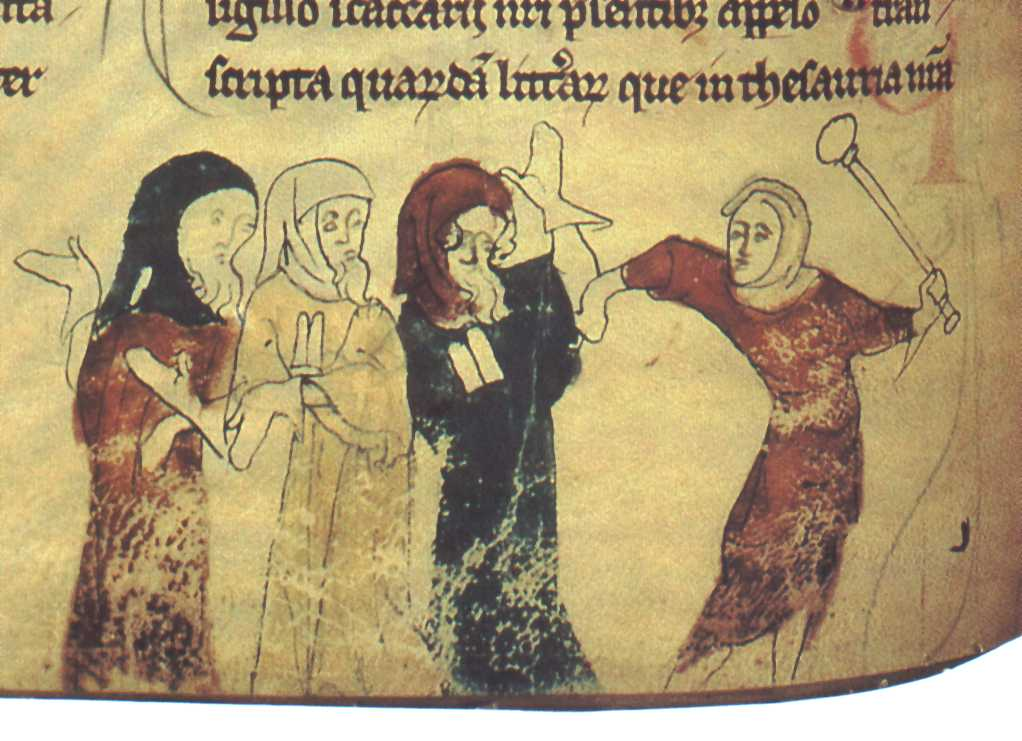
Persecución de judíos. Biblioteca Británica, Cotton Nero D. I., folio 183v.
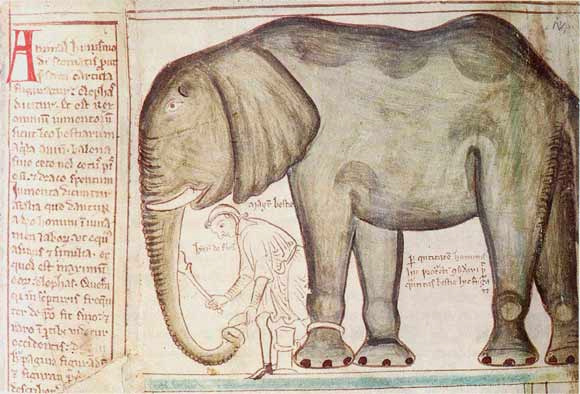
Elefante en las Chronica Majora II, 1235–1259. Parker Library, Corpus Christi College, MS 16, fol. ivr.
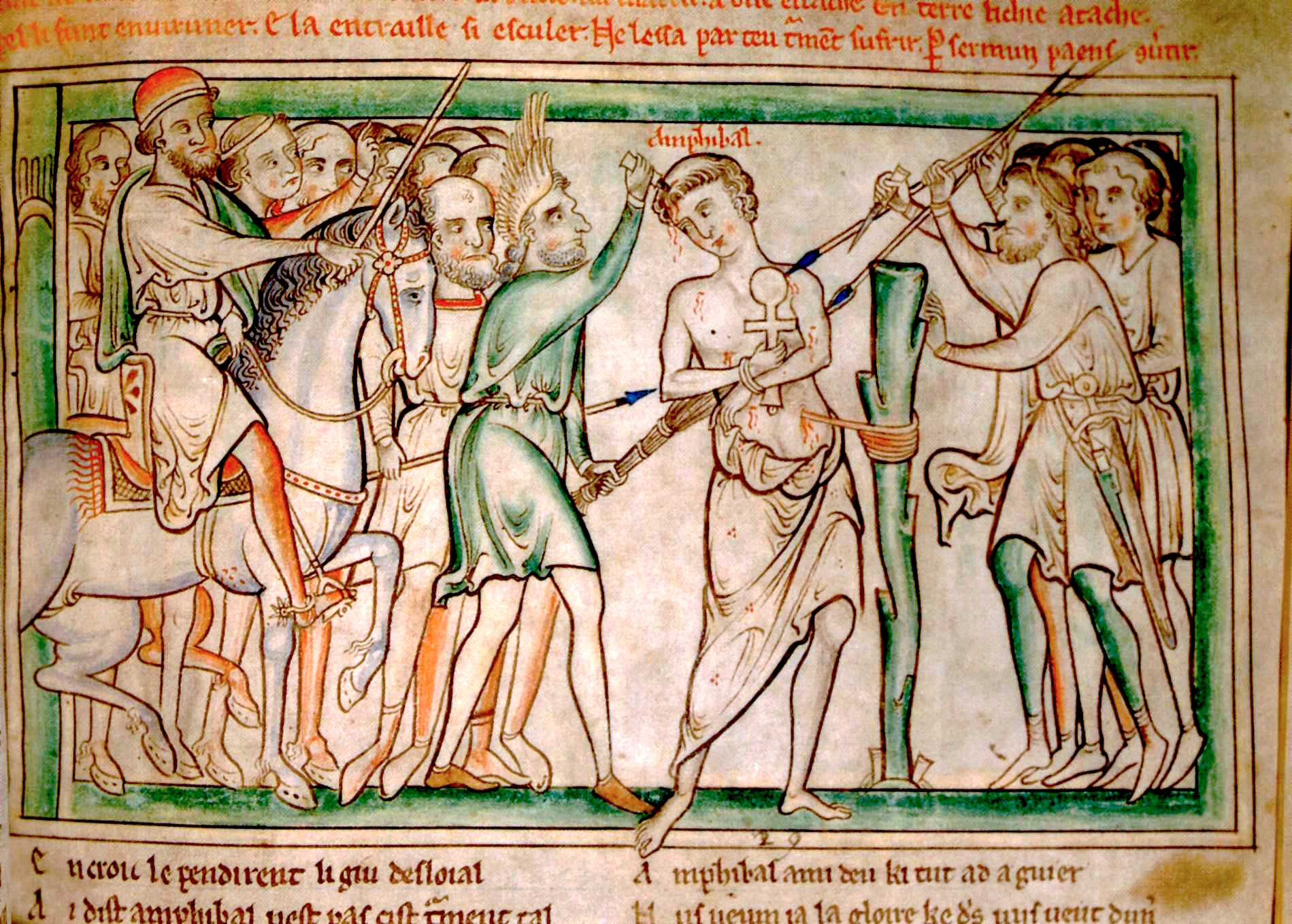
Martirio de San Anfíbalo, manuscrito del siglo XIII de La vida de San Albano. Biblioteca del Trinity College, MS E. I. 40, folio 45r.

- Datos: Q369366
- Multimedia: Matthew Paris / Q369366